# Анемона дібровна
Анемона гайова, конопелька гайова анемо́на дібро́вна (Anemone nemorosa) — вид квіткових рослин родини жовтецеві (Ranunculaceae).

## Опис
Це рослина висотою 10—25 см, з довгими підземними кореневищами. Листки пальчасто-роздільні. Квітки поодинокі, з білими або рожевуватими з нижнього боку листочками оцвітини. Плоди — багатогорішки, з короткими носиками. Цвіте у квітні — травні.
Квітки анемони закриваються на ніч і перед дощем — це засіб для захисту пилку від вологи. Розмножується кореневищами і насінням. Цвітіння настає тільки на 10—12 рік після висівання насіння. Якщо навесні кореневище залишається без наземної частини, рослина гине. Ось чому не слід зривати її на букети.
У листяних і мішаних лісах росте рослина дещо схожа на дібровну анемона жовтецева ({A. ranunculiodes) з жовтими квітками (іноді ці види зустрічаються разом). Обидва види мають лікувальні властивості. Великі (до 3—5 см у діаметрі) білі квітки на довгих квітконосах в анемони лісової ('A.sylvestris), поширеної в лісостепових і степових районах. А в анемони нарцисоцвітої (A. narcissiflora), що росте в Карпатах, численні білі квіти (до 2 см у діаметрі) зібрані в зонтик.

## Походження назви
Міжнародна назва роду походить від грецького «вітер» (час цвітіння рослини збігається з періодом весняних вітрів). Видова назва в перекладі з латинської мови — «дібровна».

## Поширення
Рослина поширена в лісовій зоні по всій Європі і Середземномор'ї.
Анемона дібровна виростає зазвичай в широколистяних лісах, іноді в ялицево-широколистяних, може домінувати в травостої. Присутність даного виду в ялиновому лісі зазвичай свідчить про витіснення ялиною колишніх тут колись дубових лісів.
В Україні росте у Карпатах і на Поліссі, зрідка в Лісостепу. У вологих тінистих місцях, особливо в западинках, на пухкому поживному ґрунті розвивається у великій кількості.

## Хімічний склад
До складу рослинної сировини Anemone nemorosa входять такі хімічні речовини: алкалоїди, глікозиди (протоанемонін, деякі типи сапонінів, дубильні речовини, таніни), вітамін С, смоли, органічні кислоти (хелідонова кислота), та ін.
Основною активною речовиною в Anemone nemorosa є протоанемонін, або анемонал, який ще називають анемоновою камфорою.

## Естетичні характеристики

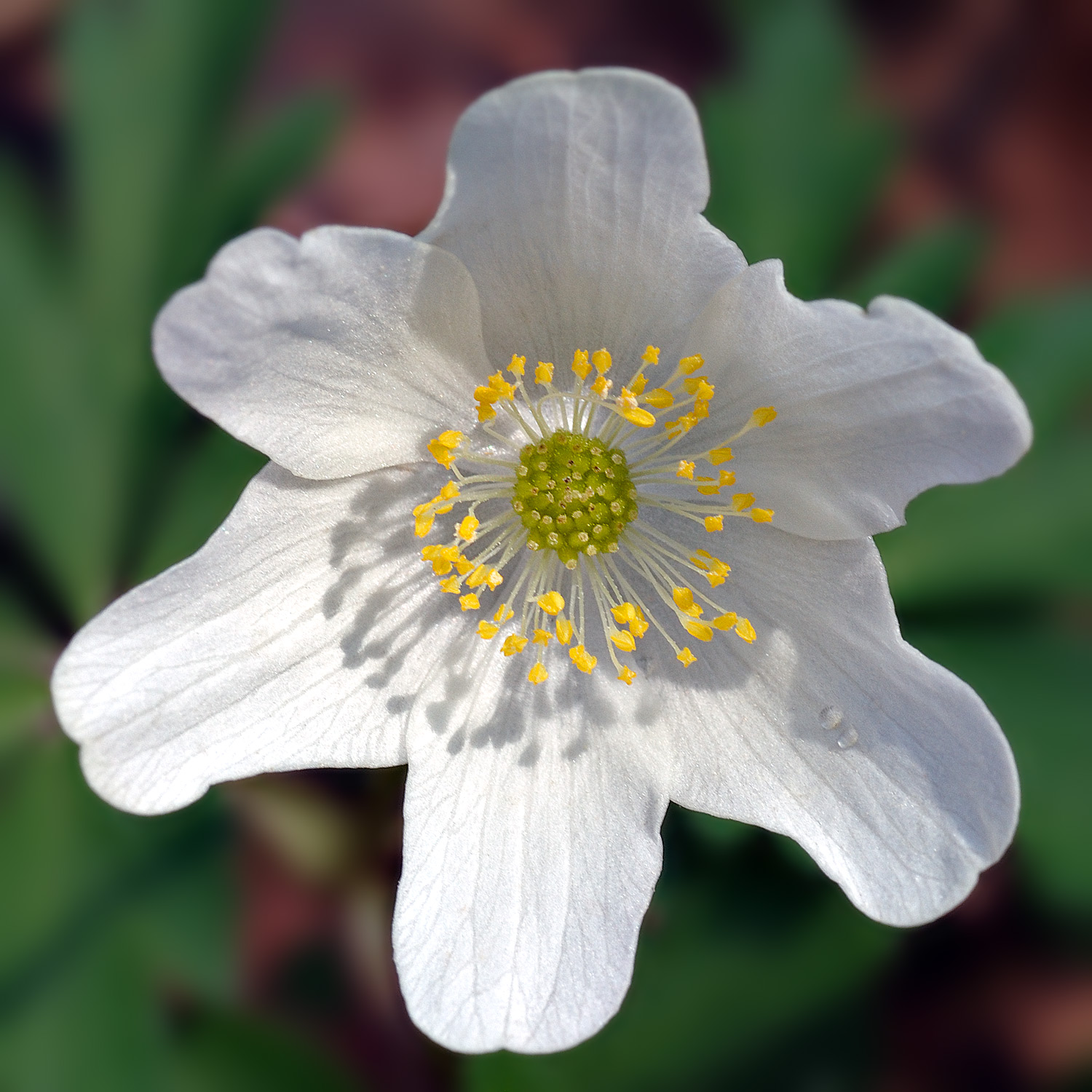
Квітка анемони

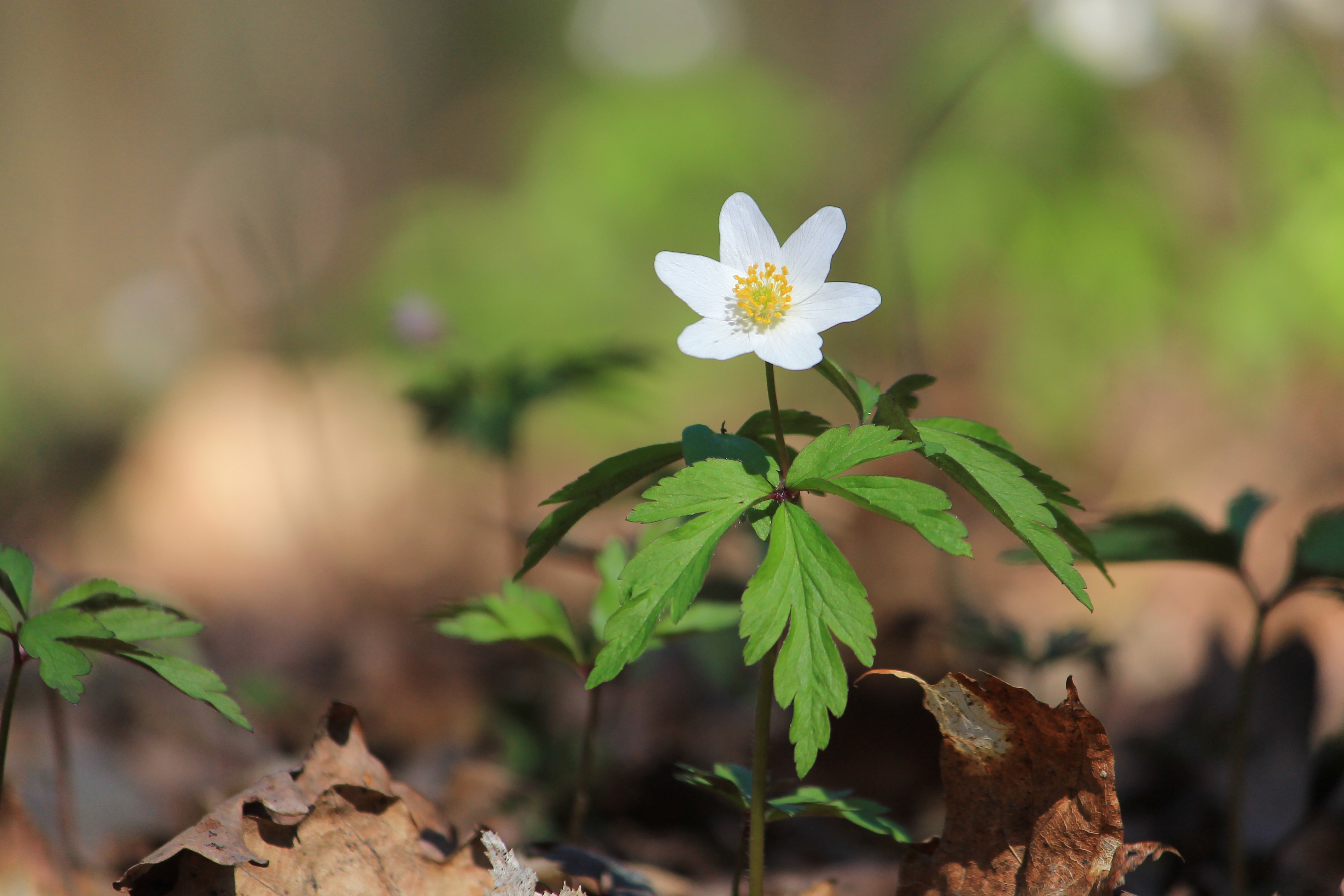
Анемона дібровна (Anemone nemorosa)

Анемони — декоративні рослини, усі вони потребують охорони. В рослині є отруйні речовини.

## Охоронні заходи
Занесена до офіційних переліків регіонально рідкісних рослин Дніпропетровської, Луганської, Сумської і Чернігівської областей.